# 伊万·伊里奇
伊万•伊里奇（羅馬化：Ivan Ilić），塞尔维亚裔美籍钢琴家，现居法国巴黎。《纽约客》杂志曾将其描述为一位“喜欢让演奏的音乐充满智慧感”而“极有冒险精神的钢琴家”。

## 生平

### 早期生活
伊万在17岁进入美国加州大学伯克利分校攻读数学和音乐双学位（主修交响乐）。 同时，他还在旧金山音乐学院工作，一直到2001年。
2001年8月，伊万开始在巴黎国立高等音乐舞蹈学院和巴黎高等音乐师范学院就读。他的老师包括François-René Duchâble、Christian Ivaldi和雅克·魯維耶。 在巴黎国立高等音乐舞蹈学院期间，伊万曾获得了钢琴演奏一等奖。

### 演奏事业
作为独奏表演者，伊万以对法国古典音乐的独特诠释而闻名，尤其是在对克洛德•德彪西的音乐作品的诠释。
2008年10月，法国Paraty (record label)唱片公司发行了他的专辑，《克劳德•德彪西 24 首前奏曲》（Debussy's 24 Préludes） ，一举获得了法国Mezzo TV电视评论家选择奖。 伊万在该专辑中重新编排了前奏曲的顺序，一度引起广大争议。为此，他多次在采访中解释了其特殊用意。 该专辑分别被Fanfare杂志评为年度最佳演奏专辑之一，  以及被法国Classique News网站评为当月最佳演奏专辑之一。
2012年，伊万录制了一本以戈多夫斯基改编的左手版全套《肖邦练习曲》（Studies on Chopin's Études）为主题的专辑。 该专辑是一份名副其实完美展现音乐才能与技巧的力作。该专辑在欧洲广为播放，引起了许多音乐专业杂志的注意。伊万的《肖邦练习曲》被 BBC 广播音乐频道描述为“一项令人惊叹的重要成就”，并被英国《每日电讯报》、德国MDR Figaro电台以及法国《古典音乐新闻》评为当周最佳专辑Top 5。   而伊万演奏戈多夫斯基钢琴曲的视频在 YouTube 上截至目前已吸引了50 多万次的点击率。
伊万目前专注于个人演奏作品集。他所录制的作品主要来自于巴赫,亨德尔,贝多芬 ，肖邦, 舒曼, 李斯特,勃拉姆斯, 戈多夫斯基, 德彪西,拉威尔等。 最近，他也开始在小型演奏会上表演当代古典音乐。越来越多的作曲家,如 John Metcalf, Keeril Makan和Dmitri Tymoczko等，都有为了他作曲。   他很快将录制莫顿·费尔德曼的作曲作品。
迄今为止，伊万曾在纽约卡内基音乐大厅、伦敦威格摩尔音乐厅、國家音樂廳 (愛爾蘭)、多伦多格连•古尔德工作室以及罗马美国学院举办独奏会。近期的其他演出活动包括在维也纳和圣保罗举办首次独奏会。
自2011年6月起，伊万的演奏作品开始被国际乐谱典藏计划的网站收录。

### 录音作品
- 《钢琴家伊万•伊里奇—勃拉姆斯，贝多芬与肖邦作品》(Ivan Ilić, pianiste - oeuvres de Brahms, Beethoven et Chopin),Mairie de Paris
- 《优雅与精致—巴洛克套房，法国甜点》(Elegance and Refinement - Baroque Suites, French Sweets),Magnatune[20]
- 《瞬间幻影—肖邦与李斯特的钢琴名作》(Fugitive Visions - Piano Masterworks by Chopin and Liszt),Magnatune[21]
- 《浪漫有力的缩影—舒曼与勃拉姆斯作品》(Romantic - Powerful Miniatures by Schumann and Brahms),Magnatune[22]
- 《活力与绝技—海顿与贝多芬奏鸣曲》(Vitality and Virtuosity - Sonatas by Haydn and Beethoven),Magnatune[23]
- 《超越卓越—勃拉姆斯与戈多夫斯基作品改编》(Transcendental - Transcriptions by Brahms and Godowsky),Magnatune
- 《克洛德•德彪西—钢琴前奏曲》(Claude Debussy - Préludes pour piano, Livres 1 et 2),Paraty[24]
- 《利奥波德•戈多夫斯基—肖邦练习曲》(Leopold Godowsky - 22 Chopin Studies),Paraty
- 《莫顿• 费尔德曼钢琴曲》(Morton Feldman - Piano Works), Paraty (进行中)

### 表演与写作
2010年，出演Luc Plissonneau的音乐短片《伊扎克的选择》(Izak's Choice / Les Mains),扮演主角伊扎克。
2011年，出演Benoit Maire的音乐短片,《牧羊人》(The Shepherd),扮演格连·古尔德，该剧主角是著名演员Lou Castel。
自2011年起，伊万在华盛顿时报网站上陆续发表了有关音乐的文章。